# Mieczyszczów
Mieczyszczów – wieś na Ukrainie w rejonie tarnopolskim (do 2020 w brzeżańskim) należącym do obwodu tarnopolskiego.
Na południe od wsi na Górze Kozakowej widoczne ślady wałów fortyfikacji obronnych oraz późniejszych okopów z okresu I Wojny Światowej. W pobliżu znajduje się przystanek kolejowy Mieczyszczów, położony na linii Tarnopol – Stryj.

## Historia
We wsi znajdował się dwór rodziny Sahajdakowskich.
W II Rzeczypospolitej miejscowość w powiecie brzeżańskim województwa tarnopolskiego.
W latach 1939–1945 nacjonaliści ukraińscy z OUN-UPA zamordowali we wsi 24 Polaków.
Do 2020 w rejonie brzeżańskim.